# 1947 في نيكاراغوا
فيما يلي قوائم الأحداث التي وقعت خلال عام 1947 في نيكاراغوا.

## سياسة

### انتهاء فترة المنصب
- 1 مايو – أناستاسيو سوموزا رئيس نيكاراغوا.

## مواليد

### يناير
- 10 يناير – هومبيرتو أورتيغا سياسي نيكاراغوي.

## وفيات

### يوليو
- 11 يوليو – خوان خوسيه استرادا (مواليد 1872) سياسي نيكاراغواياني.

### ديسمبر
- 15 ديسمبر – ليوناردو أرغيو باريتو (مواليد 1875) سياسي نيكاراغواياني.